# 天水連線
天水連線（英語：TSW Connection）是香港的一個本土派天水圍地區政治組織。
天水連線由部分LIHKG網民在2019年因反对《逃犯條例修訂草案》者创立。天水連線支持香港民主運動及香港本土主義，反對中華人民共和國政府對香港的政治干預，並支持香港反對逃犯條例修訂草案運動示威者所提出的五大訴求。天水連線在建立之初透過參選「白區」，以對抗自動當選的建制派議員在區議會的壟斷，讓市民的真正聲音帶入議會。因此天水連線在同年的區議會選舉中派出四人參選，並全部獲勝，對手全為競逐連任的建制派議員，一度成為元朗區議會第三大黨。

## 歷史

### 創立初期
天水連線由部分LIHKG網民在2019年因反對逃犯條例修訂運動在天水圍成立，建立之初以打倒支持中華人民共和國政府及香港特別行政區政府的親中陣營、元朗區議會民主派過半、爭取天水圍獨立成區等為目標。天水連線透過參選「白區」，以對抗自動當選的建制派議員在區議會的壟斷。天水連線同年推派四名區議會選舉參選人，對手全為競逐連任的建制派議員，最終全部獲勝。成員林進於選舉期間因聲援香港理工大學衝突示威者被捕。

### 首次進入區議會
天水連線新上任的四位議員及後於2020年1月1日，聯同其他10名民主派區議員在元朗天水圍公園內舉行宣誓儀式。雖然法例未有規定區議員需要進行宣誓，惟有關區議員表示因香港人的付出造就其當選，故選擇在上任首日進行宣誓。

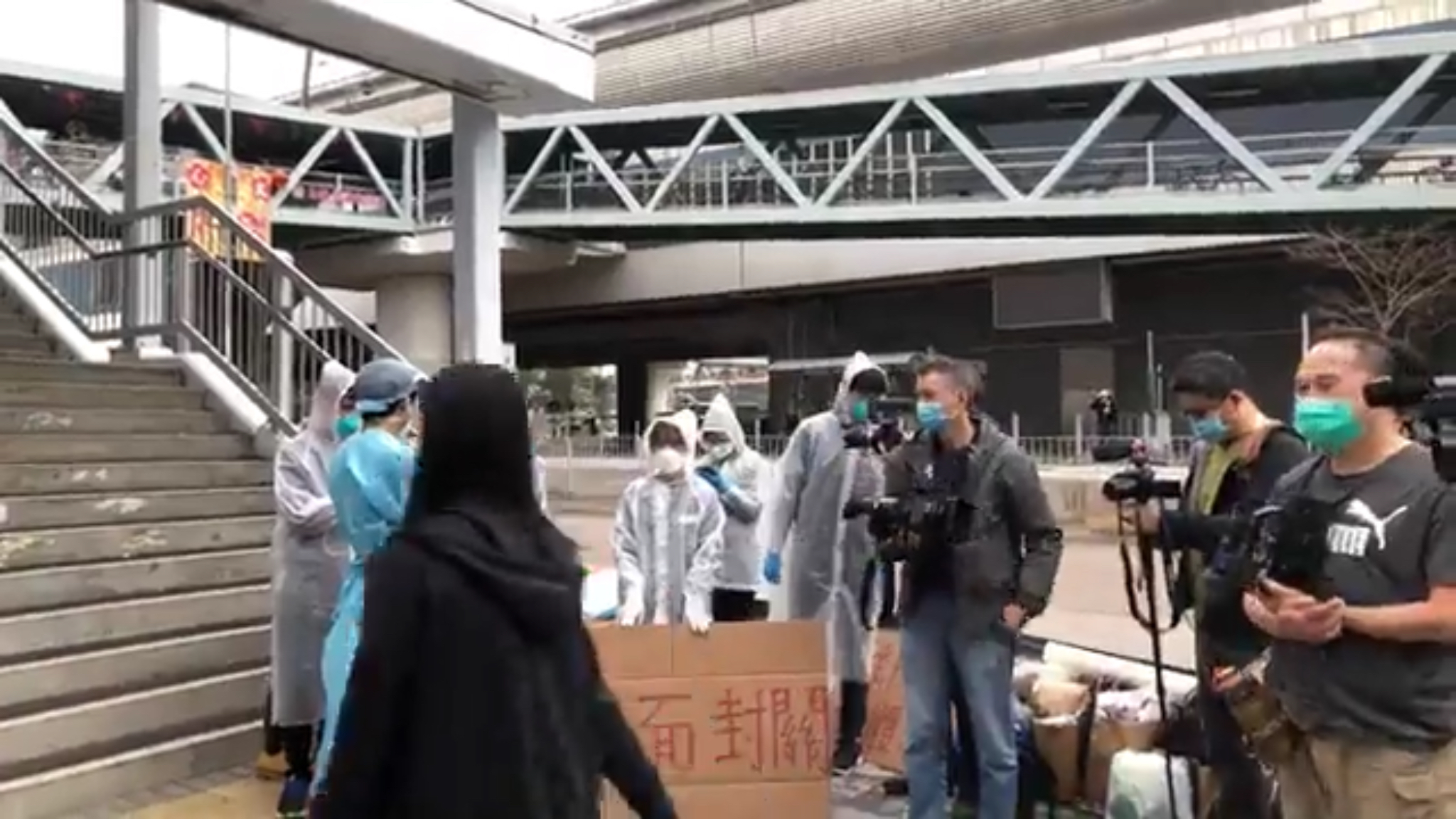
天水連線成員設立臨時檢疫站，為下車市民量度體溫及提供消毒搓手液。

2020年2月4日下午，天水連線在天水圍站外發起「圍城檢測站」活動，自發為所有由深圳灣口岸乘坐B2P巴士到達天水圍的旅客或市民量度體溫，他們表示若發現有懷疑發燒及疑似病徵的人，將會陪同其前往天水圍警署，以便尋求警方協助。

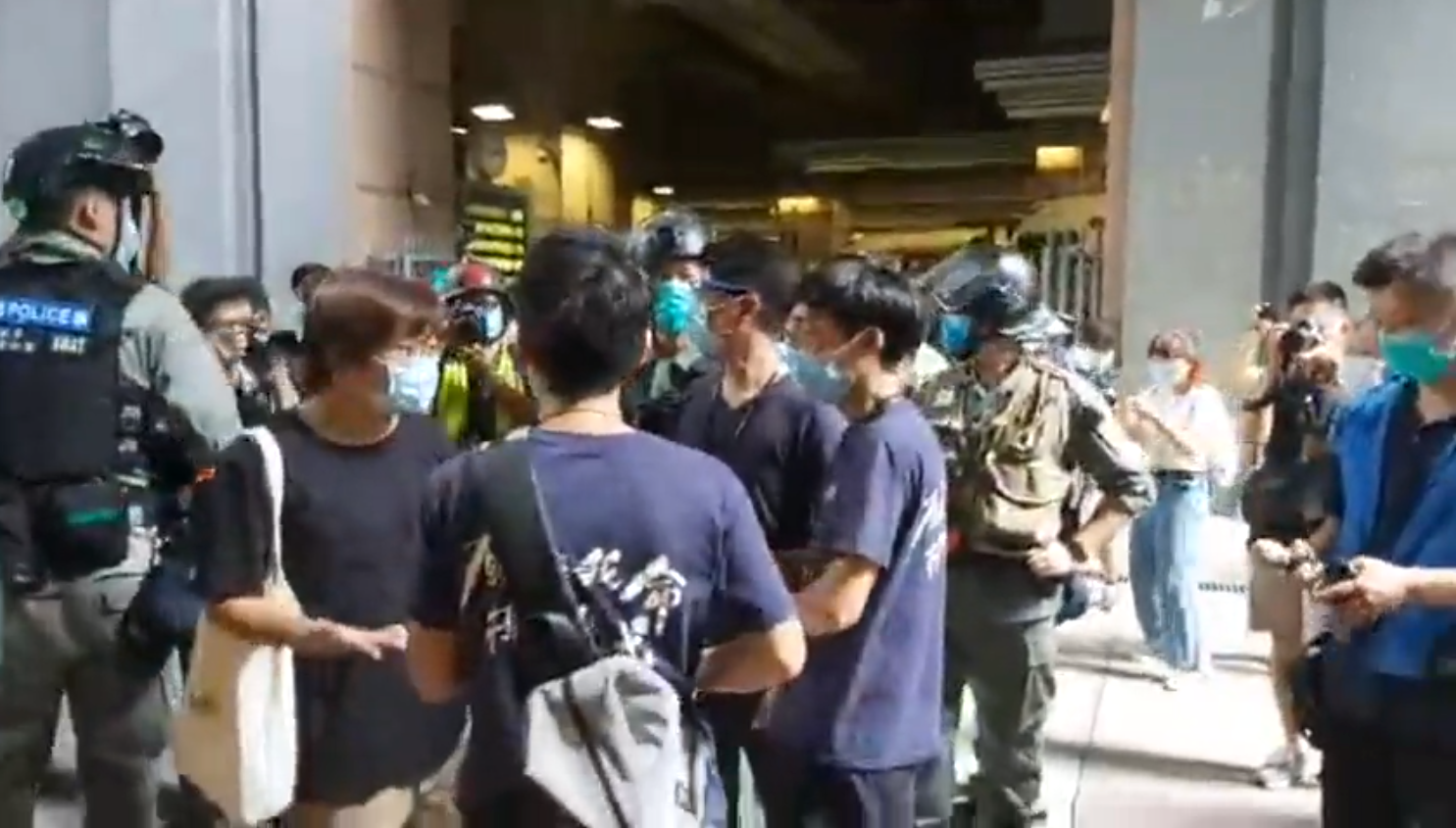
下午2時35分，區議員未開始記者會，多名防暴警員已經圍起封鎖線呼籲群眾勿聚集，指他們已違反限眾令，並截查區議員

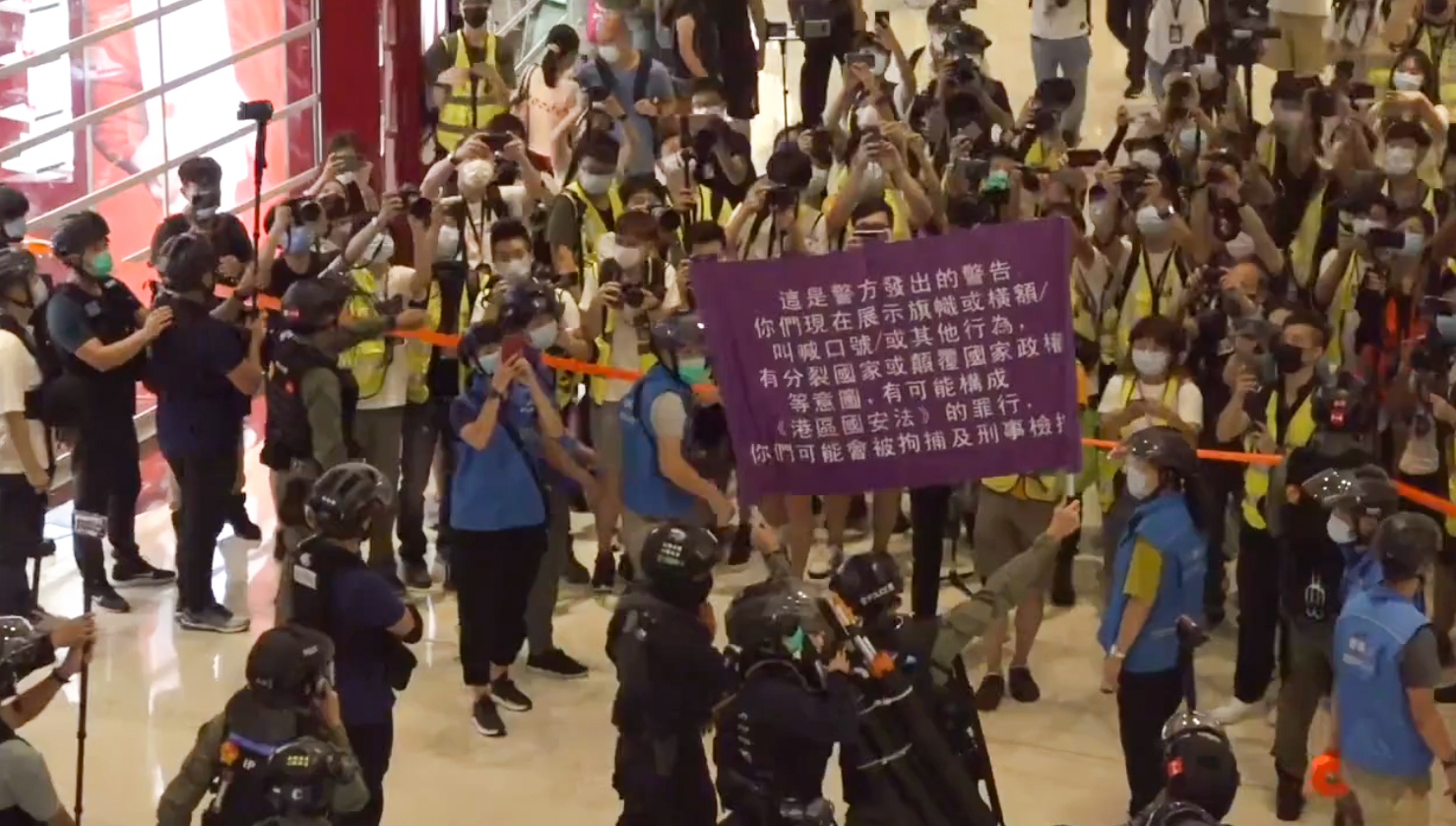
下午5時許，防暴警察在YOHO MALL商場舉起紫旗，警告在場人士有「分裂國家」

2020年7月19日，正值元朗襲擊事件一周年前的周末，天水連線原定於元朗站舉行遊行，前往元朗警署。但警方發出反對通知書，天水連線宣布遊行取消，改為當區區議員不多於30人分組起行，要求警方徹查事件真相，尤其是有關「警黑勾結」的嫌疑。不過下午2時多，已有過百名持防暴槍的防暴警及便衣警在元朗站近輕鐵站嚴密布防，另有水炮車在元朗大馬路戒備。而區議員未開始記者會，已經被多名防暴警員圍起封鎖線，並截查區議員。到下午4時13分，數名區議員轉移到YOHO MALL商場，舉起「警黑勾結」紙牌。不足數分鐘後，大批防暴警察衝入商場截查多名區議員，其中四位天水連線區議員一日內第兩度被票控。而一直在商場內舉起「7.21 唔見人」紙牌默行的朱凱迪、何桂藍亦一度被警方拉入封鎖線截查，其後獲放行。期間周邊的市民抗議警方執法不力，防暴警在中庭舉起舉紫旗警告，指有人違反國安法。至傍晚6時10分，原定3時開始的遊行重新開始，四位天水連線區議員伍健偉、林進、關俊笙及侯文健沿鳳攸北街遊行，高舉「毋忘7.21」橫額，高呼「追究7.21，還香港人真相」等口號，並呼籲現場人士與他們保持距離。防暴警落地築起防線，成員轉入又新街繼續遊行。不過很快被防暴警包圍並舉起藍旗，之後更擴大封鎖線範圍。天水連線成員獲放行後不足數分鐘，警方指他們干犯非法集結而拘捕四人。4人在被拘留24小時後終獲釋，直指警方是因近日有傳媒揭發更多7-21襲擊涉嫌警黑合謀的證據，質疑其今次拘捕行動是報復。

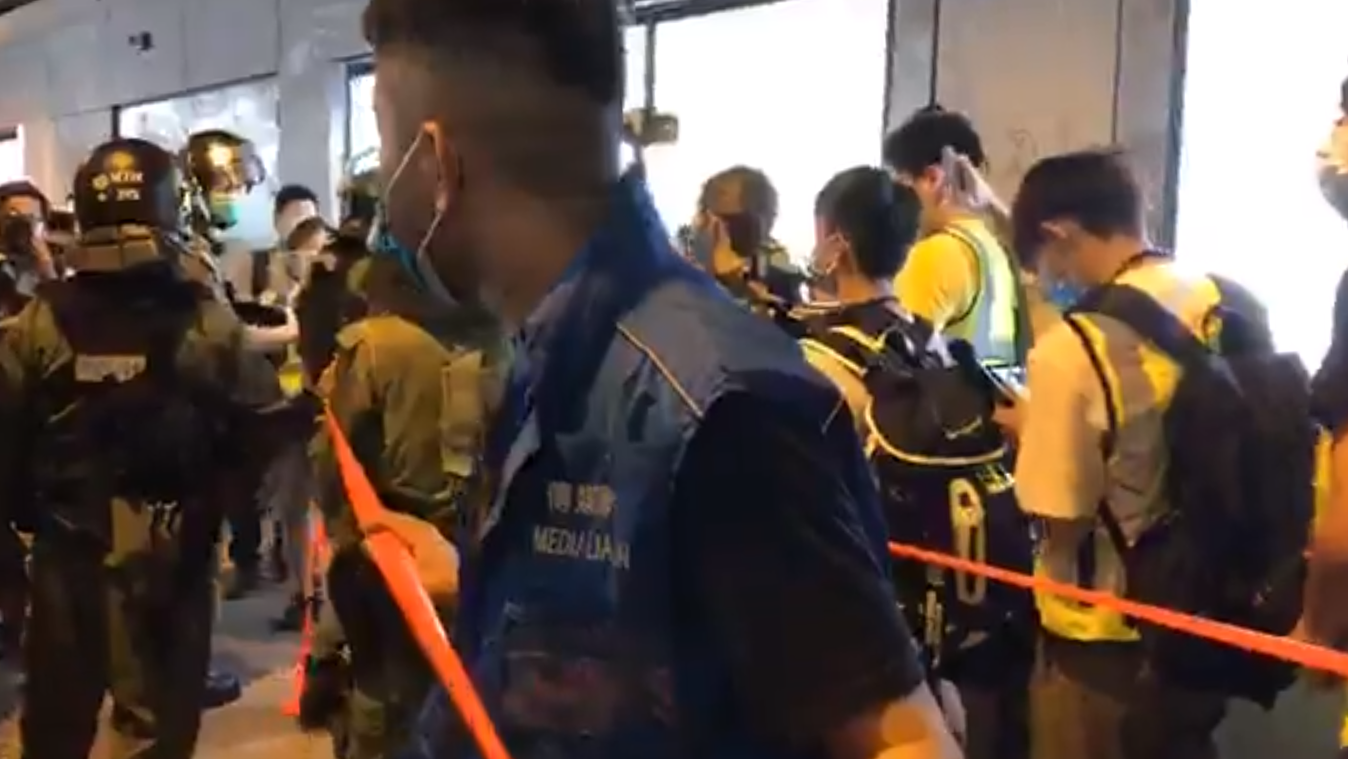
警員在元朗站地面收窄封鎖線，逐一搜查記者身份，指無記者證的在場人士均會被票控
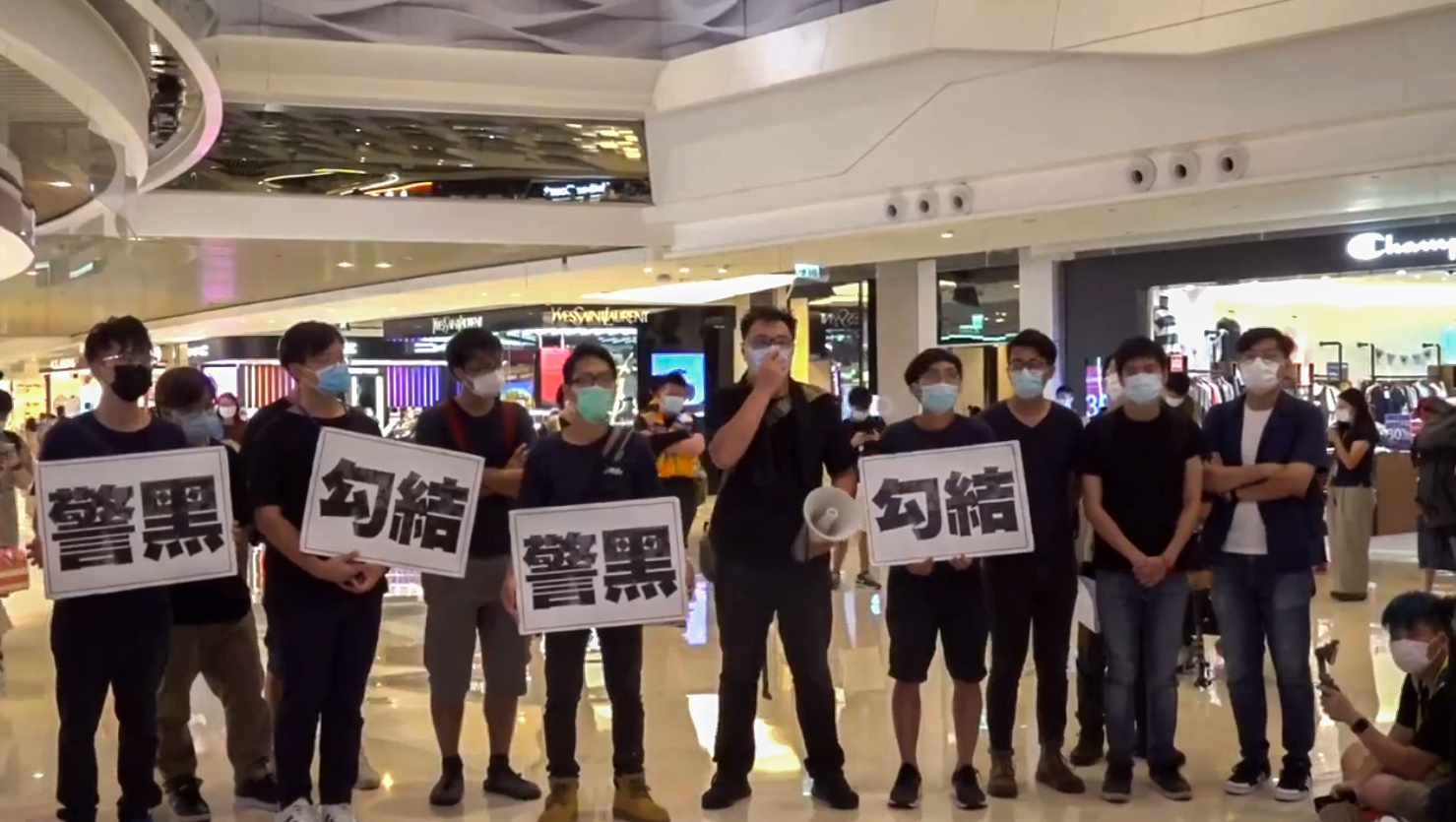
區議員轉移到YOHO MALL商場，舉起「警黑勾結」紙牌
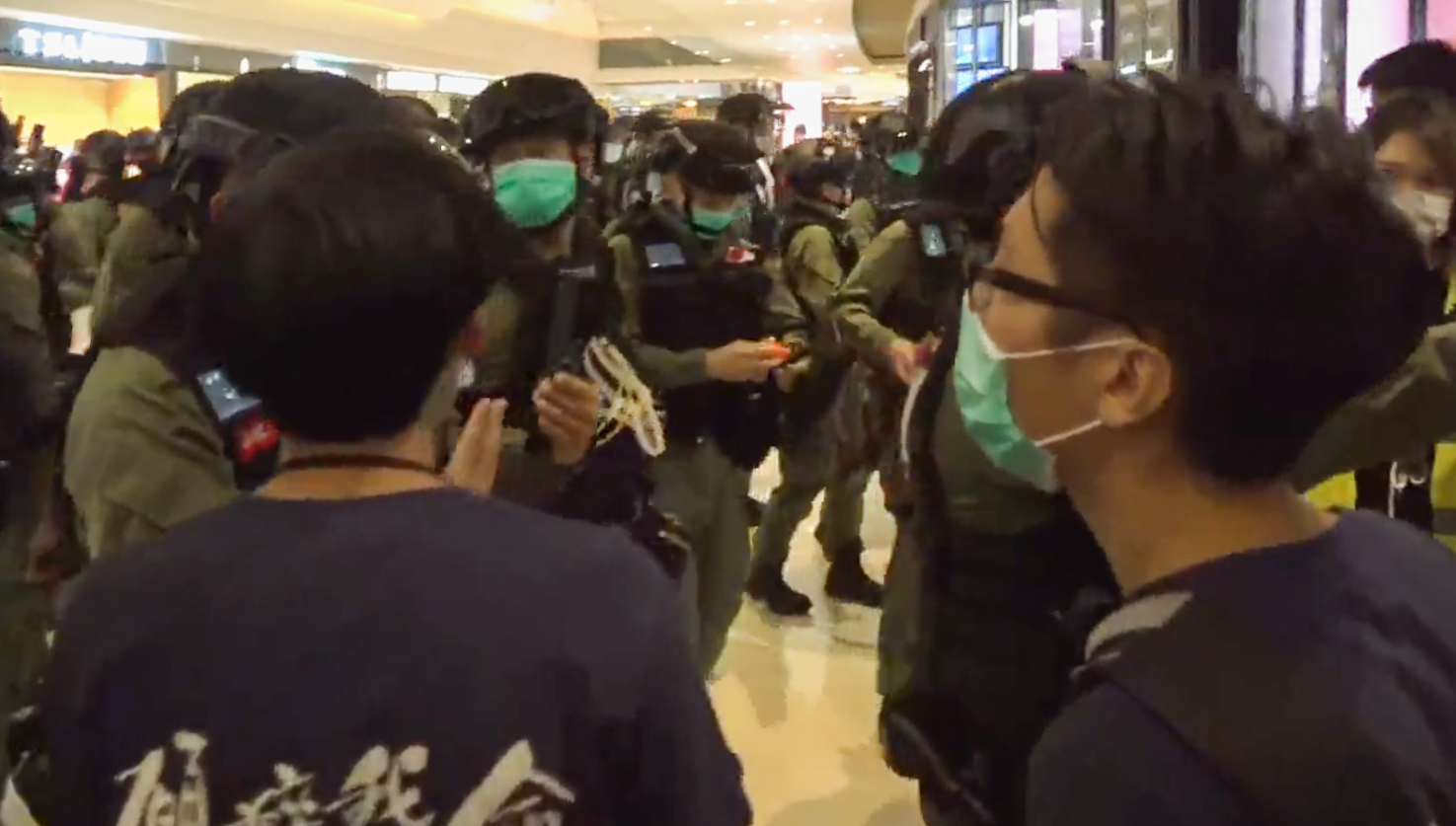
不足數分鐘後，大批防暴警察衝入商場
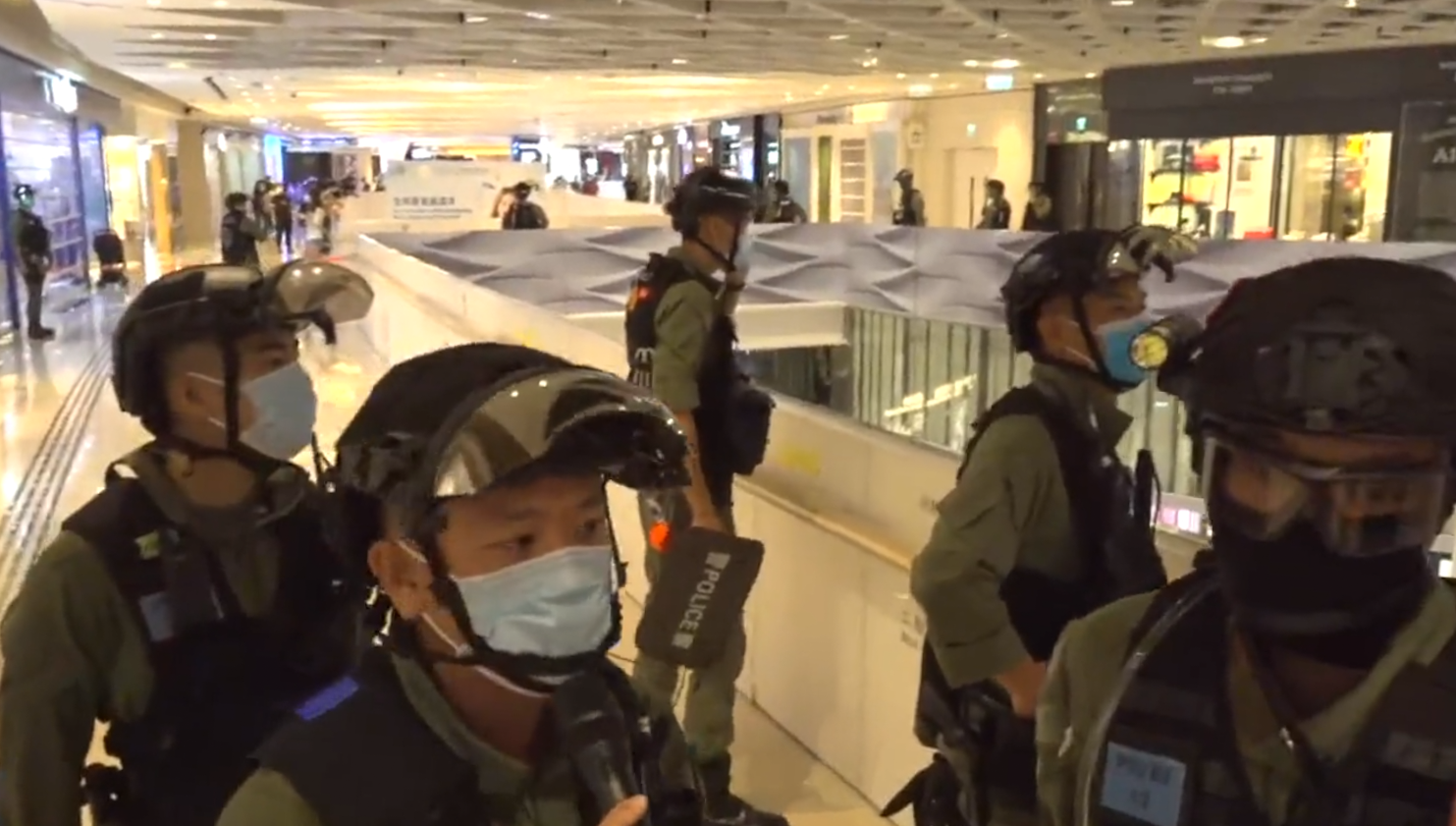
防暴警察封鎖商場2樓
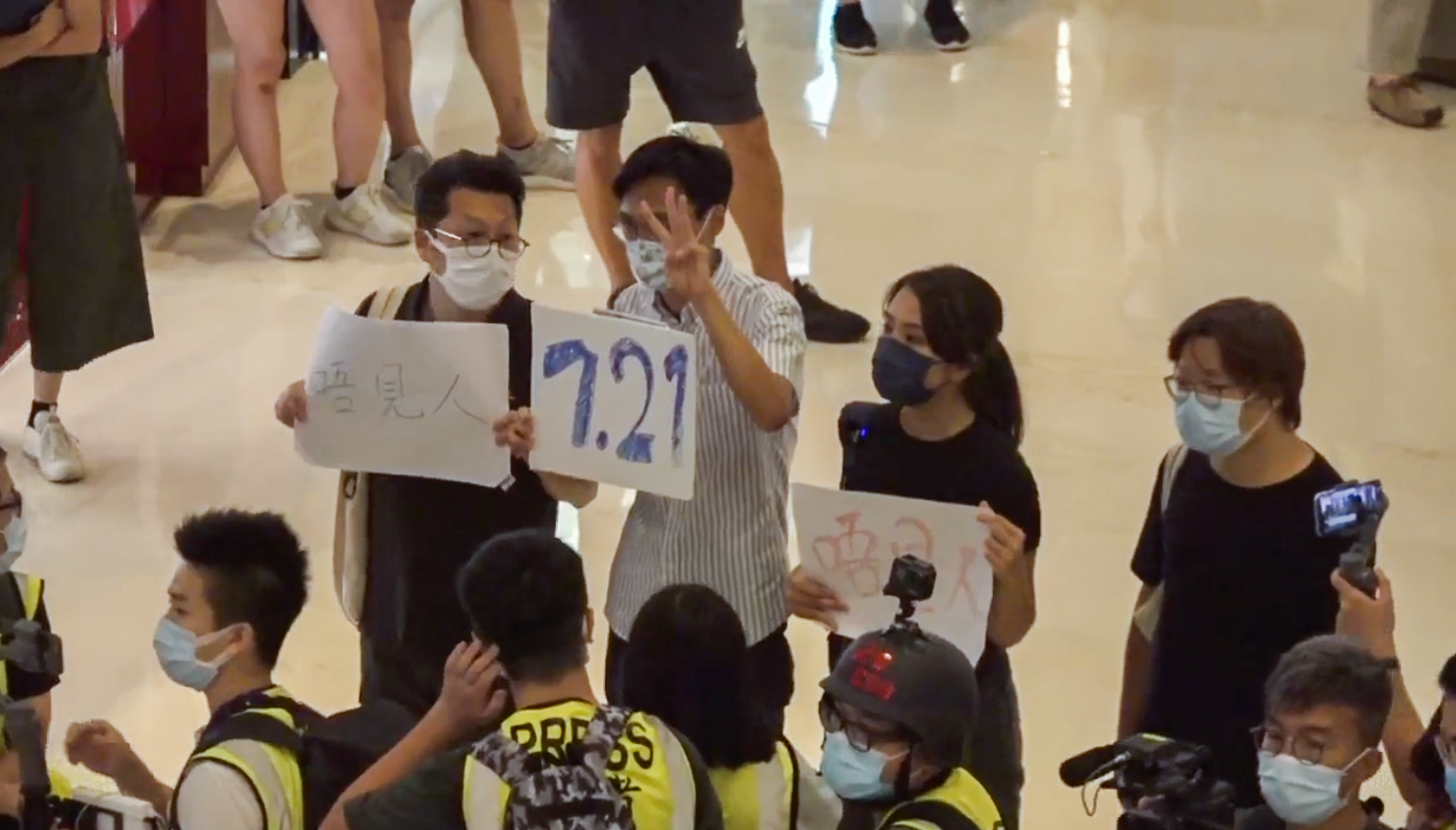
朱凱廸、何桂藍等4人，舉起7.21紙牌
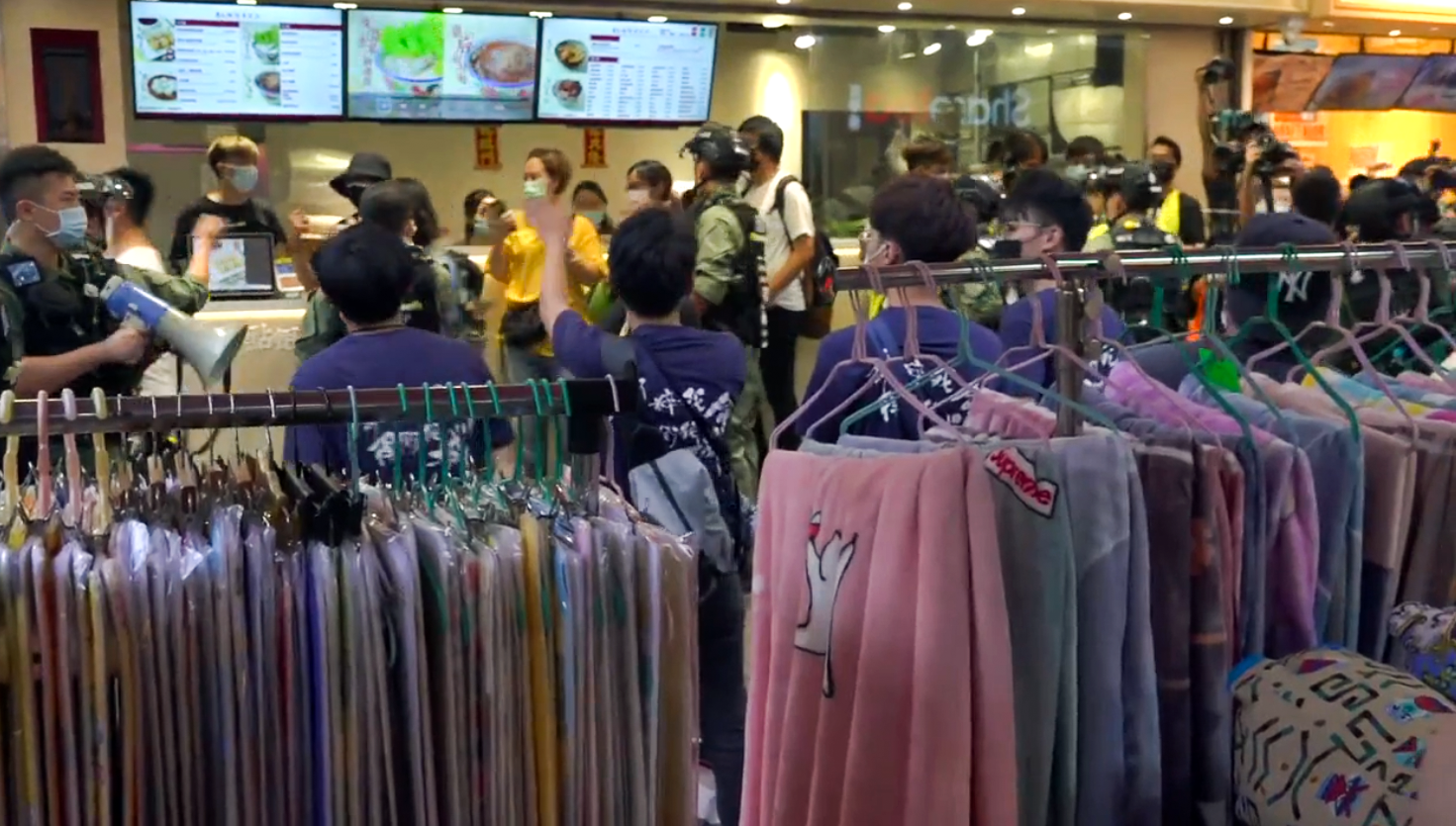
天水連線區議員在又新街被包圍
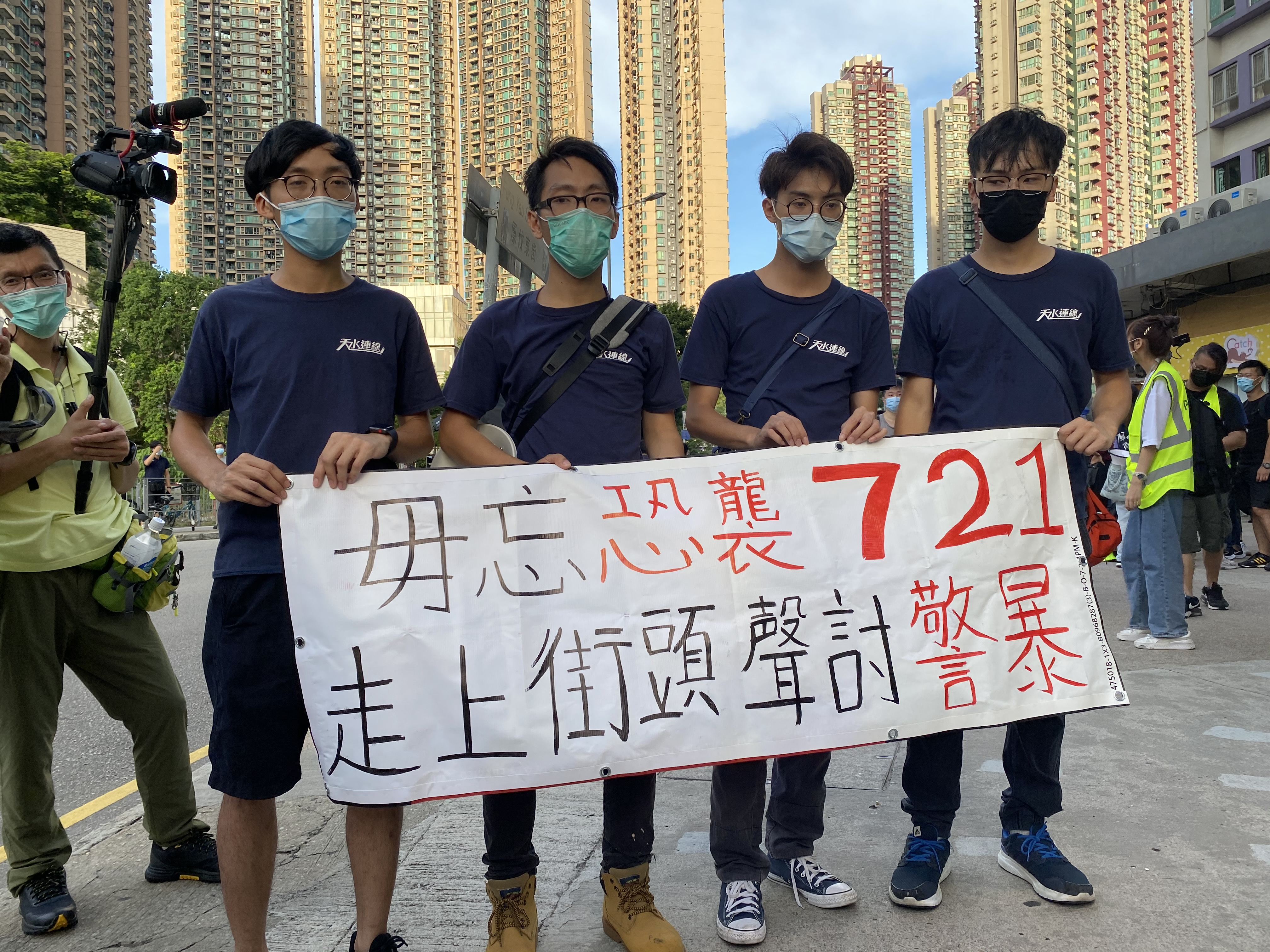
4名天水连线元朗区议员林进（左起）、伍健伟、侯文健、关俊笙，7月19日傍晚6时左右在7-21袭击事发地点之一，计划游行到元朗警署

## 口號
天水連線創立時，口號為「時代革新，與民同行」，就是表達要在區內組成連線，集結居民聲音。
2019年尾改用口號「願粹我命，捍衛我城」，於2020年香港立法會選舉起，加上「全民自救，打破宿命」。

## 議員
2020-23當選區議員
| 區議會 | 選區號碼     | 選區 (選區號碼) | 議員                        | 備註 |
| ------ | ------------ | --------------- | --------------------------- | ---- |
| 元朗   | 天盛 (M18)   | 侯文健          | 2021年7月8日辭任區議員職務  |      |
| 元朗   | 瑞華 (M24)   | 林 進           | 2021年7月8日辭任區議員職務  |      |
| 元朗   | 嘉湖北 (M27) | 伍健偉          | 2021年5月10日辭任區議員職務 |      |
| 元朗   | 富恩 (M30)   | 關俊笙          | 2021年7月9日辭任區議員職務  |      |

## 選舉

### 區議會選舉
| 選舉 | 民選得票 | 民選得票比例 | 民選議席 | 當然議席 | 總議席  | +/- |
| 2019 | 15,998   | 0.55%        | 4        | 0        | 4 / 479 | 4 ▲ |

### 2019年區議會選舉
| 參選選區                 | 候選人 | 得票    | 結果 |
| 2019年區議會選舉（元朗） |        |         |      |
| M18 天盛                 | 侯文健 | 3,347票 | 當選 |
| M24 瑞華                 | 林 進  | 3,955票 | 當選 |
| M27 嘉湖北               | 伍健偉 | 4,371票 | 當選 |
| M30 富恩                 | 關俊笙 | 4,325票 | 當選 |

### 2020年立法會選舉
4月中，天水連線表示正計劃出選今年9月的立法會選舉。
2020年6月19日，天水連線元朗區議員伍健偉及林進宣布以一張名單參選2020年立法會選舉新界西地方選區，並參與新界西民主派初選。排在名單第一的伍健偉透露自己已賣出單位作為選舉的資金來源，並希望香港人能團結一致「拯救香港」。名單第二的林進則表示如市民認同天水連線的「議會內外抗爭」理念，誰排第一都沒有分別。
6月20日，天水連線發表宣言，宣布天水連線將以「覺悟光復自身」、「追求民主自由」、「反對不義政權」、「相信和勇一體」、「守護同路義人」、「港人自主為本」、「自救先於被救」七大原則行事。
7月15日，天水連線發表聲明，感謝選民在《國安法》威脅的情況下投票及票投伍健偉名單的新界西選民，並正商討如何跟進資料疑外泄一事。伍健偉為新界西選區初選順位第4名，拋離爭取連任的民主黨尹兆堅和公民黨郭家麒，僅次於朱凱廸名單、屯門社區網絡張可森及黃子悅。伍健偉表示區議會的經驗告訴了香港人的思想進步了很多，而過去一年很多人受傷、被捕、犧牲，如果今時今日還選「妥協派」，才會令他驚訝和失望。他又表示，新界西的民主派選民較多，但因民主派協調做不好而導致親中陣營贏得較多議席，伍強調初選沒有戰利品的心態，只要參選就有可能會被針對，所以也應表揚所有參選人。
7月28日，伍健偉正式報名參選2020年香港立法會選舉，並表明拒絕簽署香港選舉管理委員會要求參選人於法定提名表格之外，額外加簽一份新增的聲明確認書。2020年7月31日，行政長官林鄭月娥宣佈因2019冠狀病毒病疫情（COVID-19）肆虐影響公眾安全，故援引《香港法例》第241章《緊急情況規例條例》訂立附屬法例第241L章《緊急情況（換屆選舉日期）（第七屆立法會）規例》，押後至2021年9月5日才舉行立法會選舉。
參選人
- 伍健偉 - 元朗區議員。
- 林進 - 元朗區議員。

| 天水連線第7屆立法會選舉新界西選區提名候選人 | 天水連線第7屆立法會選舉新界西選區提名候選人                                 |
| 候選人                                      | 學經歷                                                                      |
| ------------------------------------------- | --------------------------------------------------------------------------- |
| 伍健偉 1993年8月17日 男 香港                | - 元朗區議會議員（2020－2021年5月9日）。                                    |
| 林進 1992年10月4日 男 香港                  | - 香港科技大學學生會電子工程系學士 - 元朗區議會議員（2020－2021年7月8日）。 |

參選宣言
|            | 香港面臨緊一場滅絕戰爭，關乎日後能否再以「香港人」身份自居。 每個人都應該有與港共政權開戰既決心，發展開拓屬於自己的戰場。當抗爭意志不斷延展，香港先有望重光。 香港人不再需要高高在上的代議士， 亦厭倦過往政黨「口號式抗爭」、毫無作為的聯署、譴責遺憾憤怒聲明，實事求是才是更有效迫使政權屈服的方法。 · 由上年開始，不分年齡、性別、姓氏、種族，香港人連成一體，從此這個群體，組成了一個「家」。 撼動政權的義務，無人應該要為他人負責，每一個人的將來、前途、去向都應該係由自己決定。 每一個留守家園需要更團結，才會更加安全。所有犧牲、付出都有價值，絕對唔會白白浪費，即使被犧牲、被消失，甚至失去生命，但係背面，都一定會仲有好多香港人承載著意志繼續前行，直到成功。 天水連線將參與今屆立法會選舉，如果你認同我們的理念，請加入我們一齊同行。 |
| ——天水連線 | |